# Lubomír Lipský
Lubomír Lipský (ur. 19 kwietnia 1923 w Pelhřimovie, zm. 2 października 2015 w Pradze) – czeski aktor i komik. 

## Filmografia
- V horách duní (1946)
- Premiera (1947)
- Červená ještěrka (1948)
- Železný dědek (1948)
- Zrcadlo (1948)
- Ves v pohraničí (1948)
- Kariéra (1948)
- Szalona Barbara (1949)
- Výlet pana Broučka do zlatých časů (1949)
- Soudný den (1949)
- Přiznání (1950)
- Vítězná křídla (1950)
- Slepice a kostelník (1950)
- Racek má zpoždění (1950)
- Císařův pekař a Pekařův císař (1951)
- Haškovy povídky ze starého mocnářství (1952)
- Kavárna na hlavní třídě (1953)
- Tajemství krve (1953)
- Byl jednou jeden král… (1954)
- Nejlepší člověk (1954)
- Cirkus bude! (1954)
- Był sobie król (1955)
- Psiogłowcy (1955)
- Orkiestra z Marsa (1955)
- Za 14 dní, prosím (1955)
- Vzorný kinematograf Haška Jaroslava (1955)
- Nechte to na mně (1955)
- Návštěva z oblak (1955)
- Góra tajemnic (1956)
- Kudy kam (1956)
- Proszę ostrzej! (1956)
- Robinsonka (1956)
- Florenc 13.30 (1957)
- Hvězda jede na jih (1958)
- Tři přání (1958)
- Ruka ruku neumyje (1958)
- O věcech nadpřirozených (1958)
- O lidech a tramvajích (1958)
- Mezi zemí a nebem (1958)
- Hlavní výhra (1959)
- Ledoví muži (1960)
- Zlepšovák (1960)
- Páté oddělení (1960)
- Florián (1961)
- Muž z prvního století (1961)
- Každá koruna dobrá (1961)
- Ticho, ticho, ticho (1962)
- Einstein kontra Babinský (1963)
- Tři chlapi v chalupě (1963)
- Lov na mamuta (1964)
- Půjčovna talentů (1964)
- Člověk proti sobě (1965)
- Zločin v dívčí škole (1965)
- Dva tygři (1966)
- Smrt za oponou (1966)
- Poklad byzantského kupce (1966)
- Amatér (1967)
- Když má svátek Dominika (1967)
- Inzerát (1967)
- Čest a sláva (1968)
- Hříšní lidé města pražského (1968)
- Blázinec v prvním poschodí (1969)
- Šest černých dívek aneb Proč zmizel Zajíc (1969)
- Odvážná slečna (1969)
- Panowie, zabiłem Einsteina (1970)
- Fantom operety (televizní seriál, 1970)
- Trup w każdej szafie (1970)
- Pan Tau (televizní seriál, 1970) – epizody Pan Tau přichází a Pan Tau naděluje
- Ženy v ofsajdu (1971)
- Slaměný klobouk (1971)
- Metráček (1971)
- F. L. Věk (1971)
- Z nových pověstí českých: Dívčí válka (1972)
- Sześć niedźwiedzi i klown Cebulka (1972)
- Tři chlapi na cestách (1973)
- Muž z Londýna (1974)
- Jáchyme, hoď ho do stroje! (1974)
- Cirkus v cirkuse (1975)
- Honza málem králem (1976)
- Ať žijí duchové! (1976)
- Já to tedy beru, šéfe! (1978)
- Tři veteráni (1983)
- Koloběžka první (1984)
- Fešák Hubert (1985)
- Jsi falešný hráč (1986)
- Cizím vstup povolen (1986)
- Trhala fialky dynamitem (1992)
- Saturnin (1994)
- Hospoda (televizní seriál, 1997)
- Nebát se a nakrást (1999)
- Návrat ztraceného ráje (1999)
- Kameňák (2003)
- Kameňák 2 (2004)
- Kameňák 3 (2005)
- Młode wino (2008)
- 2 młode wina (2009)
- Ulice (2009)
- Kameňák 4 (2013)